# Спін атомного ядра
Спін атомного ядра (англ. nuclear spin) — вектор I, рівний векторній сумі повних моментів спінів нуклонiв, з яких збудоване атомне ядро. Характеризує ядро i його стан.
Виражений в одиницях 1,05459.10–27 ерг·с, I набирає значень, кратних числу 1/2. Для ядер в основному стані з парним числом нуклонів I є ціле число, для ядер з непарним числом нуклонів I = 1/2, 3/2, 5/2.